# Bangladeshs riksvapen
På Bangladeshs riksvapen finns den stiliserade näckrosen, jutebladen och risplantorna. De representerar några av landets viktigaste produkter. Vattensymbolen syftar på de två stora floderna i området, Ganges och Brahmaputra. De fyra stjärnorna förbinds med revolutionens politiska mål.